# Hendrik Leendert Oussoren

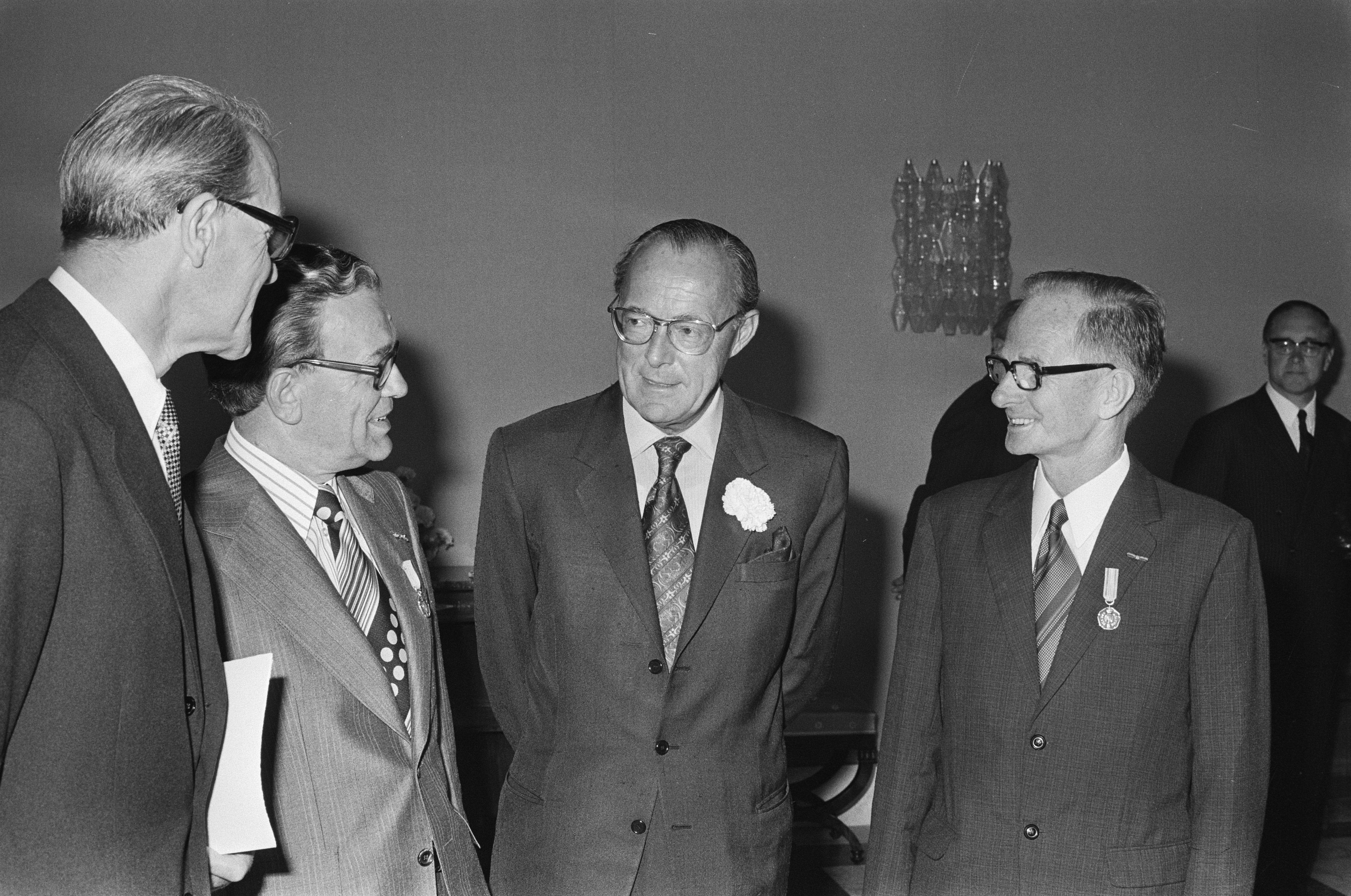
Oussoren (uiterst links) krijgt zilveren anjer (1974)

Hendrik Leendert Oussoren, beter bekend als H.L. Oussoren, (Dordrecht  10 april 1912 - Wassenaar, 24 oktober 1974) was een Nederlands onderwijzer.
Hij was zoon van Dorothea Johanna Klaassen en steendrukker Geerlof Oussoren, in zijn vrije tijd amateurorganist. Hij trouwde in 1940 met de Noorse Svanhilde Ruth Bentzon (1915-), die sopraan was. Zoon Olav Sverre werd orgelbouwer in Denemarken en trouwde met een dochter van orgelbouwer Sybrand Zacharias.
Zijn basisopleiding bestond uit de Christelijke Hogereburgerschool te Dordrecht. Oussoren studeerde wiskunde en natuurkunde aan de Universiteit Leiden. In 1934 legde hij zijn doctoraalexamen af en in 1937 promoveerde hij op het proefschrift Relatief- abelsche algebraïsche functielichamen met een eindig constantenlichaam. Hij was zijn leven lang werkzaam in het onderwijs. Hij was een van de leerkrachten die direct aan het werk gingen bij het net geopende Rijnlands Lyceum Wassenaar in Wassenaar (1936). Hij werd er snel conrector (1938); voor de functie van rector moest hij wachten tot 1962.
Hij speelde al van jongs af aan orgel. Oussoren kon echter ook uitstekend het orgel bespelen, getuige zijn diploma AZ uit 1934 van de Nederlandse Organistenvereniging. Ook binnen de orgelwereld bouwde hij een reputatie op. Zo was hij jarenlang adviseur orgel bij het Ministerie van Onderwijs, Cultuur en Wetenschap. Hij was voorts betrokken bij de grootscheepse restauratie van het orgel van de Kathedrale basiliek Sint Bavo in Haarlem (1961) en de Sint-Laurenskerk te Rotterdam (1973) en vele restauraties van orgels binnen Nederland.
In de jaren voor zijn overlijden werd hij benoemd tot officier in de Orde van Oranje-Nassau (1969). In 1974 werd hem de Zilveren Anjer opgespeld, waar hij maar enkele maanden van kon genieten.
Vlak voor zijn dood was hij nog afgezant tijdens het "Internationaler Arbeitskreis für Orgelfragen", gehouden van 4 tot en met 8 oktober 1974 in de Broerenkerk in Zwolle. Hij werd 62 jaar oud; hij werd begraven op de begraafplaats van de Dorpskerk in Wassenaar.
- CiNii: DA16629858
- Gemeinsame Normdatei: 1154467864
- International Standard Name Identifier: 0000 0003 9276 1052
- Virtual International Authority File: 286877669